# Bandera de Banyeres del Penedès
La bandera oficial de Banyeres del Penedès té la següent descripció:
Bandera apaïsada, de proporcions de dos d'alt per tres de llarg, verd fosc, amb el brancam groc de l'escut, d'alçària 11/18 de la del drap i amplària 12/27 de la llargària del mateix drap, al centre.
Va ser aprovada el 9 de desembre de 2008 i publicada en el DOGC el 23 de desembre del mateix any amb el número 5284.